# Centella lanata
Centella lanata là một loài thực vật có hoa trong họ Hoa tán. Loài này được Compton mô tả khoa học đầu tiên năm 1934.